# Brayden McNabb
Brayden Luke McNabb (ur. 21 stycznia 1991 w Davidson, Saskatchewan, Kanada) – hokeista kanadyjski, gracz ligi NHL, reprezentant Kanady.

## Kariera klubowa
- Kootenay Ice (2006 - 18.05.2011)
- Buffalo Sabres (18.05.2011 - 5.03.2014)
  -  Rochester Americans (2011 - 2014)
- Los Angeles Kings (5.03.2014 - 22.06.2017)
  -  Manchester Monarchs (2014)
- Vegas Golden Knights (22.06.2017 -

## Kariera reprezentacyjna
- Reprezentant Kanady na MŚJ U-18 w 2009

## Sukcesy
Klubowe

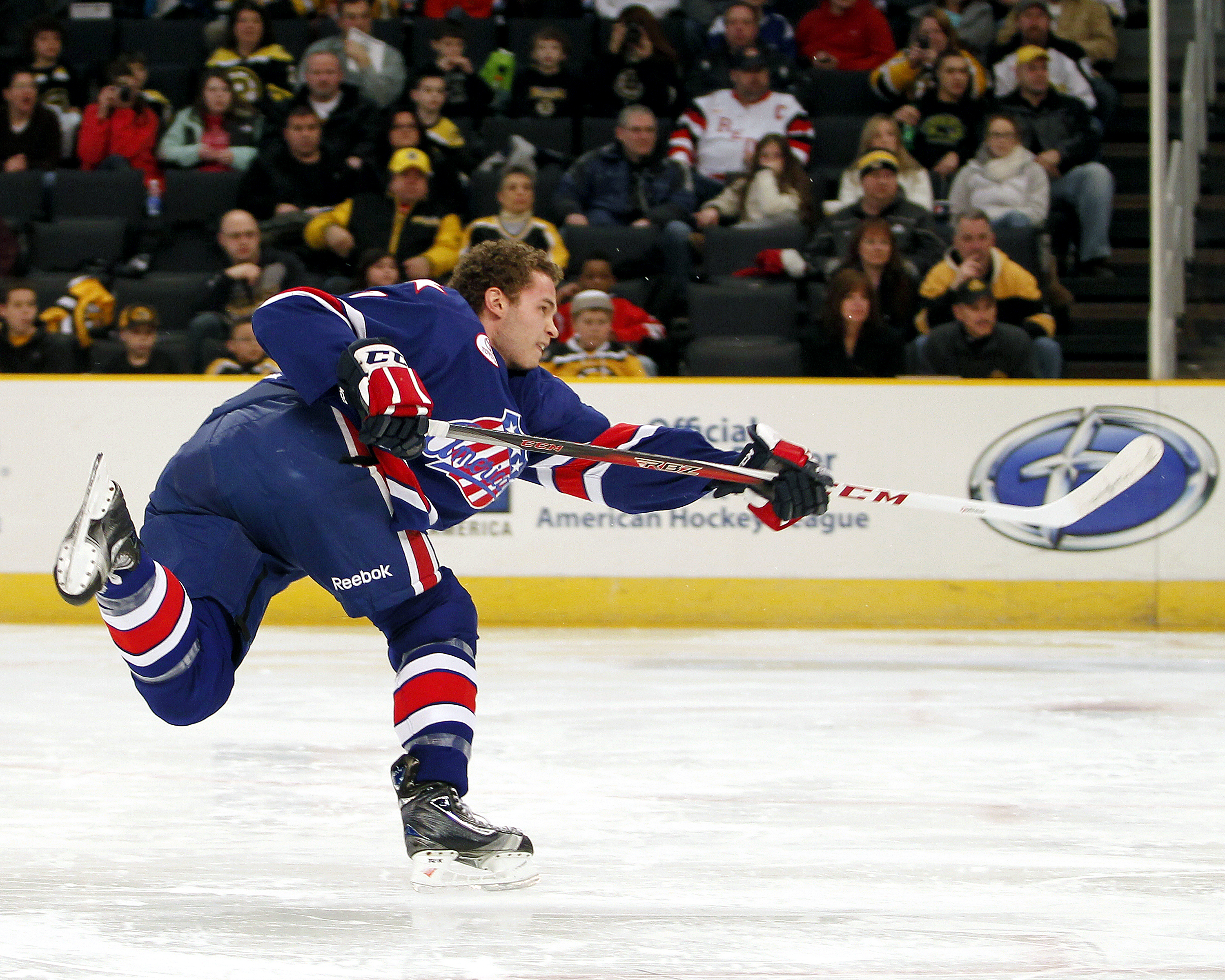
27.01.2013 Konkurs umiejętności podczas Meczu Gwiazd ligi AHL

- Mistrzostwo ligi WHL z zespołem Kootenay Ice w sezonie 2010-2011
- Clarence S. Campbell Bowl z zespołem Vegas Golden Knights w sezonie 2017-2018

Indywidualne
- Występ w Meczu Gwiazd ligi AHL w sezonie 2012-2013
- Występ w Meczu Gwiazd ligi AHL w sezonie 2013-2014